# Kinyanambo
Kinyanambo ist ein Verwaltungsbezirk (englisch Ward) des Distrikts Mafinga (TC) in der tansanischen Region Iringa.

## Geografie
Kinyanambo liegt im südlichen Hochland von Tansania am nordöstlichen Stadtrand der Distrikthauptstadt Mafinga. Der Bezirk grenzt im Nordwesten an Isalavanu, im Nordosten und Osten an Rungemba, im Süden an Upendo und im Westen an Boma. Bei der Volkszählung 2022 lebten 21.178 Menschen in 6111 Haushalten auf einer Fläche von 51 Quadratkilometern.

## Gliederung
Der Bezirk besteht aus fünf Gemeinden (swahili Mtaa):
- Ifingo
- Mizani
- Tanganyika
- Gangilonga
- Kinanambo

## Infrastruktur
- Bildung: Die Kinyanambo Secondary School ist eine staatliche weiterführende Schule mit einer Ausbildung für Tagesschüler bis zur 4. Stufe.[7] Die Real Hope Secondary School ist eine privat geführte Internatsschule, die ebenfalls bis zur 4. Stufe ausbildet.[8]
- Gesundheit: Im Bezirk liegen ein privates Gesundheitszentrum[9] und eine staatliche Apotheke.[10]